# Francis Girod
Francis Girod (Semblançay, 9 d'octubre de 1944 − Bordeus, 19 de novembre de 2006) va ser un director, productor de cinema i guionista francès, membre de l'Acadèmia de Belles Arts de França.

## Biografia
Els seus inicis professionals van ser de periodista en una revista i en la ràdio. En els anys 60 comença la seva carrera professional com a cineasta, i per ella coneix a l'actriu Romy Schneider, amb qui treballaria en la pel·lícula "La banquera" ("La Banquière").
El seu últim treball va ser un documental en televisió sobre la figura del director de cinema Claude Chabrol.
- Le cinéaste Francis Girod meurt a l'âge de 62 ans. Le Nouvel observateur, 19 novembre 2006.[3]
- Francis Girod, cinéaste. Le Monde, 19 novembre 2006.[4]

## Filmografia[5]

### Director
Films
- 1974: El trio infernal (Le Trio infernal)
- 1977: René la Canne
- 1978: L'État sauvage
- 1980: La Banquière
- 1982: Le Grand frère
- 1984: Le Bon Plaisir
- 1986: Descente aux enfers
- 1988: L'Enfance de l'art
- 1990: Lacenaire
- 1991: Contre l'oubli (segment "Per d'Archana Guha, Inde")
- 1994: Délit mineur
- 1995: Lumière et Compagnie
- 1996: Passage à l'acte
- 1998: Terminale
- 2001: Mauvais Gèneres
- 2006: Un ami parfait
- 2006: L'Oncle de Russie

Ajudant director cinema
- 1966: La Curée de Roger Vadim
- 1967: Fai in fretta ad uccidermi... ho freddo! de Francesco Maselli

Telefilms
- 2000: Le Misanthrope ou l'Atrabilaire amoureux de Molière, posada en escena Jean-Pierre Miquel, Comedie-Française
- 2004: Le Pays des enfants perdus
- 2007: Notable, donc coupable

### Guionista
- 1969: Sirokkó, de Miklós Jancsó. Coguionista amb Gyula Hernádi, Miklós Jancsó i Jacques Rouffio.
- 1969: Slogan, de Pierre Grimblat. Coguionista amb Pierre Grimblat i Melvin Van Peebles.

## Llibres
Novel·les
- Yves Dangerfield, Francis Girod, L'Enfance de l'art: roman, editor: Calmann-Lévy, París, 1988, isbn=2702117155.
- Lacenaire / guió de Georges Conchon, Francis Girod; diàleg de Georges Conchon. Paris: Éd. du Seuil, 1990, 215 p. ISBN 2-02-012613-3
- Le Mystère de l'abat Moisan / Michel Grisolia, Francis Girod
  - Paris: J.-C. Lattès, 1991, 188 p. ISBN 2-7096-1040-X
  - Paris: Éd. de la Seine, 1991, 188 p. (Succès du livre). ISBN 2-7382-0473-2
  - Paris: Librairie generale française, 1994, 187 p. (Le livre de poche; 9781). ISBN 2-253-09781-0
- La Justice de l'abat Moisan / Michel Grisolia, Francis Girod. Paris: J.-C. Lattès, 1993, 200 p. ISBN 2-7096-1227-5
- Délit mineur / Michel Grisolia, Francis Girod. Paris: J.C. Lattès, 1994, 227 p. ISBN 2-7096-1372-7

## Col·laboradors

### Compositors de música de films
Mètode de treball
Francis Girod atribuïa una importància particular a les bandes originals de les seves pel·lícules. Va declarar: "Pregunta de mètode, procedeixo amb Laurent Petitgirard com amb els meus altres compositors, de Morricone a Alexandre Desplat. Li indico una idea de tempo, de color, de vegades fins i tot d'instrument. Quan no es coneix la música, cal fer prova d'una gran humilitat i no tenir por d'expressar la seva espera, fins i tot maldestrament."
Compositors
- Ennio Morricone: Le Trio infernal (1974), René la Canne (1976), La Banquière (1980).
- Laurent Petitgirard: Lacenaire (1990), Écrire contre l'oubli (1991), Terminale (1998), L'Oncle de Rússia (2006), Un ami parfait (2006).
- Alexandre Desplat: Passage a l'acte (1996).

Discografia
- Bandes originales des films de Francis Girod. Musiques composées i dirigées per Laurent Petitgirard. Play-Time, 2006. (1 CD audio)

### Guionistes
- Gérard Miller: Ha participat en l'escriptura dels guions de Passage à l'acte i Terminale.
- Michel Grisolia (1948-2005): Ha participat en l'escriptura dels guions de Le Grand Frère (1982), Délit mineur (1993), Passage à l'acte (1995, amb Gérard Miller).
- Georges Conchon (1926-1990): Ha adaptat la seva novel·la L'État sauvage (1977) i ha participat en l'escriptura del guió de Lacenaire (1990).
- Philippe Cougrand: Ha escrit amb el cineasta l'adaptació, el guió i els dialèges de Mauvais Gèneres (2001) i Un ami parfait (2006).

## Funcions
1983-1993: Professor « Classe càmera » al Conservatoire national supérieur d'art dramatique
- 1988-1989: President de la SRF (Societat de directors de films)
- 1990-2006: Membre du Conseil de l'Ordre des Arts et des Lettres
- 1990-1992: President de « Cinema et Liberté »
- 1991-1994: Membre del Consell d'administració de la Cinemathèque française
- 1994: Membre de la Commissió d'avance à recettes sota la presidència d'Isabelle Huppert
- 1997-2006: Membre del Comité d'administració de Arte France Cinema

## Premis i nominacions

### Premis
- Oficial de l'Orde nacional de la Legió d'Honor[7]
- Oficial de l'Orde Nacional del Mèrit
- Commandeur de l'Ordre des Arts et des Lettres

### Nominacions
- 1982: Lleó d'Or per Le grand frère
- 1985: César al millor guió adaptat per Le bon plaisir
- 1988: Palma d'Or per L'enfance de l'art